# Coupe du monde de skeleton 2024-2025
Navigation
Édition précédente Édition suivante
La coupe du monde de skeleton 2024-2025 est la 39e édition de la Coupe du monde de skeleton, compétition de skeleton organisée annuellement par la Fédération internationale de bobsleigh et de tobogganing.
Elle se déroule entre le 16 novembre 2024 et le 7 février 2025 sur 8 étapes organisées en Asie et en Europe en coopération avec la Coupe du monde de bobsleigh.
Les championnats du monde de skeleton se déroulent à Lake Placid entre le 6 mars 2025 et le 8 mars 2025.
Les vainqueurs du classement général hommes et femmes se voient remettre un gros Globe de cristal.
En raison de l'Invasion de l'Ukraine par la Russie en 2022, les athlètes russes et biélorusses sont interdits pour une seconde année consécutive de compétition pour toute la saison.

## Programme de la saison
Lors de chaque week-end de compétition, une épreuve masculin et une épreuve féminine sont organisées.

## Attribution des points
Les manches de Coupe du monde donnent lieu à l'attribution de points, dont le total détermine le classement général de la Coupe du monde.
Ces points sont attribués selon cette répartition :
| Place  | 1   | 2   | 3   | 4   | 5   | 6   | 7   | 8   | 9   | 10  | 11  | 12  | 13  | 14  | 15  | 16 | 17 | 18 | 19 | 20 | 21 | 22 | 23 | 24 | 25 | 26 | 27 | 28 | 29 |
| ------ | --- | --- | --- | --- | --- | --- | --- | --- | --- | --- | --- | --- | --- | --- | --- | -- | -- | -- | -- | -- | -- | -- | -- | -- | -- | -- | -- | -- | -- |
| Points | 225 | 210 | 200 | 192 | 184 | 176 | 168 | 160 | 152 | 144 | 136 | 128 | 120 | 112 | 104 | 96 | 88 | 80 | 74 | 68 | 62 | 56 | 50 | 45 | 40 | 36 | 32 | 28 | 24 |

## Classement Général[2]
| Rang  | Nom                  | Points | Victoire(s) |
| ----- | -------------------- | ------ | ----------- |
| [ 3 ] | Matt Weston          | 1640   | 2           |
| 2     | Marcus Wyatt         | 1557   | 1           |
| 3     | Christopher Grotheer | 1462   | 4           |
| 4     | Samuel Maier         | 1269   |             |
| 5     | Axel Jungk           | 1254   |             |

| Rang  | Nom                | Points | Victoire(s) |
| ----- | ------------------ | ------ | ----------- |
| [ 4 ] | Janine Flock       | 1615   | 3           |
| 2     | Kimberley Bos      | 1465   | 1           |
| 3     | Hannah Neise       | 1452   |             |
| 4     | Amelia Coltman     | 1291   | 1           |
| 5     | Jacqueline Pfeifer | 1288   |             |

## Calendrier
| 1. Pyeongchang I (16 novembre 2024) |                      |              |                 |
| Épreuve                             | Vainqueur            | Deuxième     | Troisième       |
| Hommes                              | Christopher Grotheer | Marcus Wyatt | Matt Weston     |
| Femmes                              | Amelia Coltman       | Janine Flock | Nicole Silveira |

| 2. Pyeongchang II (17 novembre 2024) |                      |              |              |
| Épreuve                              | Vainqueur            | Deuxième     | Troisième    |
| Hommes                               | Christopher Grotheer | Marcus Wyatt | Matt Weston  |
| Femmes                               | Freya Tarbit         | Hannah Neise | Janine Flock |

| 3. Yanqing (23 novembre 2024) |                      |              |              |
| Épreuve                       | Vainqueur            | Deuxième     | Troisième    |
| Hommes                        | Christopher Grotheer | Matt Weston  | Yin Zheng    |
| Femmes                        | Zhao Dan             | Hannah Neise | Freya Tarbit |

| 4. Altenberg (6 décembre 2024) |                                           |                                         |                                               |
| Épreuve                        | Vainqueur                                 | Deuxième                                | Troisième                                     |
| Hommes                         | Christopher Grotheer                      | Matt Weston                             | Marcus Wyatt                                  |
| Femmes                         | Kim Meylemans                             | Susanne Kreher                          | Hannah Neise                                  |
| Mixte                          | Royaume-Uni Tabitha Stoecker Marcus Wyatt | États-Unis Sara Roderick Austin Florian | Allemagne Susanne Kreher Christopher Grotheer |

| 5. Sigulda (13 décembre 2024) |               |              |                        |
| Épreuve                       | Vainqueur     | Deuxième     | Troisième              |
| Hommes                        | Marcus Wyatt  | Matt Weston  | Yin Zheng Samuel Maier |
| Femmes                        | Kimberley Bos | Janine Flock | Kim Meylemans          |

| 6. Winterberg (3 janvier 2025) |                           |                                    |                        |
| Épreuve                        | Vainqueur                 | Deuxième                           | Troisième              |
| Hommes                         | Matt Weston               | Samuel Maier                       | Christopher Grotheer   |
| Femmes                         | Janine Flock              | Anna Fernstädt                     | Hannah Neise           |
| Mixte                          | Chine Zhao Dan Lin Qinwei | Autriche Janine Flock Samuel Maier | Chine Li Yux Yin Zheng |

| 7. Saint-Moritz (10 janvier 2025) |                                         |                                       |                                        |
| Épreuve                           | Vainqueur                               | Deuxième                              | Troisième                              |
| Hommes                            | Matt Weston                             | Christopher Grotheer                  | Amedeo Bagnis                          |
| Femmes                            | Janine Flock                            | Kim Meylemans                         | Nicole Silveira                        |
| Mixte                             | Allemagne Jacqueline Lölling Axel Jungk | États-Unis Mystique Ro Austin Florian | Royaume-Uni Amelia Coltman Matt Weston |

| 8. Lillehammer (7 février 2025) |                                           |                                    |                                       |
| Épreuve                         | Vainqueur                                 | Deuxième                           | Troisième                             |
| Hommes                          | Lin Qinwei                                | Samuel Maier                       | Marcus Wyatt                          |
| Femmes                          | Janine Flock                              | Mystique Ro                        | Amelia Coltman                        |
| Mixte                           | Royaume-Uni Tabitha Stoecker Marcus Wyatt | Autriche Janine Flock Samuel Maier | États-Unis Mystique Ro Austin Florian |

|                                                                     |  |  |  |  |  |  |
| Lake Placid Championnats du monde IBSF 2025 (6 mars au 8 mars 2025) |  |  |  |  |  |  |
|                                                                     |  |  |  |  |  |  |

### Résultats officiels
1. ↑  (en) « Pyeongchang : Men´s Skeleton », sur ibsf.org, 16 novembre 2024 (consulté le 2 décembre 2024).
2. ↑  (en) « Pyeongchang : Women´s Skeleton », sur ibsf.org, 16 novembre 2024 (consulté le 2 décembre 2024).
3. ↑  (en) « Pyeongchang : Men´s Skeleton », sur ibsf.org, 17 novembre 2024 (consulté le 2 décembre 2024).
4. ↑  (en) « Pyeongchang : Women´s Skeleton », sur ibsf.org, 17 novembre 2024 (consulté le 2 décembre 2024).
5. ↑  (en) « Yanqing : Men´s Skeleton », sur ibsf.org, 23 novembre 2024 (consulté le 2 décembre 2024).
6. ↑  (en) « Yanqing : Women´s Skeleton », sur ibsf.org, 23 novembre 2024 (consulté le 2 décembre 2024).
7. ↑  (en) « Altenberg : Men´s Skeleton », sur ibsf.org, 6 décembre 2024 (consulté le 6 décembre 2024).
8. ↑  (en) « Altenberg : Women´s Skeleton », sur ibsf.org, 6 décembre 2024 (consulté le 6 décembre 2024).
9. ↑  (en) « Altenberg : Skeleton Mixed Team », sur ibsf.org, 6 décembre 2024 (consulté le 6 décembre 2024).
10. ↑  (en) « Sigulda : Men´s Skeleton », sur ibsf.org, 13 décembre 2024 (consulté le 14 décembre 2024).
11. ↑  (en) « Sigulda : Women´s Skeleton », sur ibsf.org, 13 décembre 2024 (consulté le 14 décembre 2024).
12. ↑  (en) « Winterberg : Men´s Skeleton », sur ibsf.org, 3 janvier 2025 (consulté le 13 janvier 2025).
13. ↑  (en) « Winterberg : Women´s Skeleton », sur ibsf.org, 3 janvier 2025 (consulté le 13 janvier 2025).
14. ↑  (en) « Winterberg : Skeleton Mixed Team », sur ibsf.org, 3 janvier 2025 (consulté le 13 janvier 2025).
15. ↑  (en) « Saint-Moritz : Men´s Skeleton », sur ibsf.org, 10 janvier 2025 (consulté le 13 janvier 2025).
16. ↑  (en) « Saint-Moritz : Women´s Skeleton », sur ibsf.org, 10 janvier 2025 (consulté le 13 janvier 2025).
17. ↑  (en) « Saint-Moritz : Skeleton Mixed Team », sur ibsf.org, 10 janvier 2025 (consulté le 13 janvier 2025).
18. ↑  (en) « Lillehammer : Men´s Skeleton », sur ibsf.org, 7 février 2025 (consulté le 10 février 2025).
19. ↑  (en) « Lillehammer : Women´s Skeleton », sur ibsf.org, 7 février 2025 (consulté le 10 février 2025).
20. ↑  (en) « Lillehammer : Skeleton Mixed Team », sur ibsf.org, 8 février 2025 (consulté le 10 février 2025).